# Juan Cruz Murillo
Juan Alberto Cruz Murillo (Tegucigalpa; 24 de junio de 1959) es un exfutbolista internacional hondureño que jugó como mediocampista. Jugó para Pumas UNAH, Cobán Imperial de Guatemala y Olimpia, con quien ganó la Liga Nacional 1986-87 y 1987-88.

## Selección nacional
Representó a la selección de Honduras entre 1981 y 1985. Jugó en 3 encuentros de clasificación para la Copa Mundial de 1986 y 1 de la exitosa clasificación para la Copa Mundial de 1982.
Estuvo en la convocatoria de dicho Mundial. En el Mundial organizado en España, disputó el partido contra Yugoslavia.

### Participaciones en Copas del Mundo
| Mundial                        | Sede   | Resultado    |
| ------------------------------ | ------ | ------------ |
| Copa Mundial de Fútbol de 1982 | España | Primera fase |

## Clubes
| Club                    | País      | Año       |
| ----------------------- | --------- | --------- |
| Pumas UNAH              | Honduras  | 1978-1986 |
| Cobán Imperial (cesión) | Guatemala | 1982      |
| Olimpia                 | Honduras  | 1986-1987 |
| Cobán Imperial          | Guatemala | 1987-1988 |

## Palmarés

### Títulos nacionales
| Título        | Equipo  | País     | Año     |
| ------------- | ------- | -------- | ------- |
| Liga Nacional | Olimpia | Honduras | 1986-87 |
| Liga Nacional | Olimpia | Honduras | 1987-88 |

### Títulos internacionales
| Título                                | Equipo   | País     | Año  |
| ------------------------------------- | -------- | -------- | ---- |
| Campeonato de Naciones de la Concacaf | Honduras | Honduras | 1981 |